# Via Vacchereccia
Via Vacchereccia è una via del centro storico di Firenze che, in leggera pendenza, collega piazza della Signoria a via Por Santa Maria. Lungo il tracciato vi si innestano il vicolo dei Malespini e il chiasso degli Armagnati. 

## Storia
Un tratto del Cardo maximus della Firenze romana è venuto alla luce presso via Vacchereccia, pavimentato in lastre di arenaria posizionate ad opus incertum. La strada, un tempo molto più lunga dell'attuale verso la piazza della Signoria non ancora esistente, doveva trovarsi appena dentro la prima cerchia delle mura romane, immettendo verso la porta poi detta Santa Maria che si trovava poco prima del ponte Vecchio.

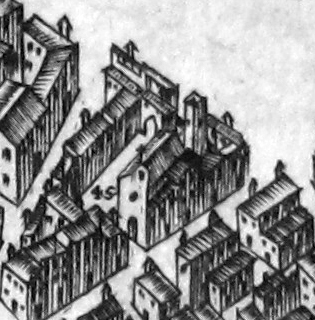
Via Vacchereccia (in basso) e la chiesa di Santa Cecilia nella pianta del Buonsignori (1594)

La denominazione della via è antica, attestata già dal Duecento, e mai mutata. Lo Stradario storico amministrativo del Comune di Firenze la mette in relazione con il toponimo frequente nelle campagne toscane, nato dalla presenza di pascoli destinate alle vacche, concludendo come non sia chiara la motivazione che ha legato il nome a questo luogo, posto nel cuore cittadino. Più coerentemente il repertorio di Bargellini e Guarnieri (così come lo Stradario del 1913) ricorda come il Palazzo Vecchio fosse stato costruito attorno alla torre della Vacca, così detta dall'omonima famiglia, che, guardando proprio alla nostra via, avrebbe dato anche a questa il nome. "Lungo questa strada, che si trovava al limite dell'antico campo romano, sorsero altre torri d'altre famiglie ghibelline, dei Fifanti, dei Malespini, dei Gugliaferri, dei Tebalducci, dei Cappiardi, dei Baroncelli, dei Mangiatroie, tutte abbattute e scomparse per odio di parte e anche perché la via, con l'ingrandimento della piazza dei Signori e con la vicinanza del Mercato Nuovo, subiva continue modifiche, diventando sempre più corta e sempre più larga". La via quindi portava anticamente proprio alla torre della Vacca, prima che fosse scorciata per la creazione della piazza. 
L'ultimo ritocco lo subì nell'Ottocento, con l'abbattimento del tetto de' Pisani e della superstite torre degli Infangati, ancora visibili nelle vecchie immagini. Oggi, specialmente nella prima parte, sembra un'appendice della piazza della Signoria, e nell'ultima in seguito alle distruzioni della guerra e alle ricostruzioni, conserva ben pochi segni degli antichi edifici" (Bargellini-Guarnieri). 
In particolare, la strada fu oggetto di un progetto di ampliamento e rettificazione nell'ambito di un più generale progetto di riordinamento di via Por Santa Maria e delle sue adiacente stilato dall'ingegnere Luigi Del Sarto negli anni di Firenze Capitale (1865-1871) e poi non attuato. Nel suo tratto iniziale fu tuttavia modificata in funzione dell'erezione del palazzo delle Assicurazioni Generali di Venezia. Nel suo tratto finale, come accennato, fu duramente colpita dalle mine poste dall'esercito tedesco in ritirata nell'agosto del 1944, e quindi oggetto della ricostruzione di edifici in stile moderno.

## Descrizione
La via offre una visione privilegiata della piazza della Signoria e del Palazzo Vecchio, di modo che difficilmente l'attenzione del turista e del passante si ferma sulla disomogeneità degli edifici presenti in fregio al breve tracciato che, in effetti, viene per lo più percepito come un'appendice della piazza. Inoltre la via gode di un intenso flusso pedonale da e per la piazza della Signoria, e di numerose negozi, che la rendono omogenea all'area commerciale di via Por Santa Maria.

### Edifici
| Img | N°                      | Nome                                 | Descrizione |
| --- | ----------------------- | ------------------------------------ | --- |
|     | s.n.                    | Palazzo delle Assicurazioni Generali | L'edificio fu eretto su commissione del possidente barone Edoardo Lavison e progetto dell'architetto Giovanni Carlo Landi nel 1871 circa, previa distruzione attorno al 1864 dell'antica torre degli Infangati, della chiesa di Santa Cecilia, della sede dell'Arte del Cambio e della loggia dei Pisani. Nonostante il tono critico con il quale il palazzo è sempre stato segnalato, è indubbia la fortuna che l'edificio ha goduto nel corso del tempo, vuoi per l'imponente mole organizzata su nove assi che contrassegna in modo forte e deciso la piazza, vuoi perché, nonostante tutto, si inserisce in una tradizione architettonica che l'Ottocento ha fortemente sentito e appassionatamente interpretato. Indubbia, poi, la qualità costruttiva dell'edificio, a partire dall'impiego della pietra forte per tutta l'altezza dei fronti, anche quello secondario su via Vacchereccia.                                                                          |
|     | 2r-4r-6r                | Rivoire                              | Il locale fu aperto in questi ambienti nel 1872 dal cioccolatiere e pasticciere dell'Alta Savoia Enrico Rivoire, che aveva seguito il re nella nuova capitale. Nelle intestazioni delle prime ricevute emesse dalla ditta Rivoire si legge: "Enrico Rivoire - Fabbrica di Cioccolata a Vapore". Ed è proprio per questa specialità che la ditta fiorentina divenne famosa. Con i tavolini all'aperto magnificamente affacciati sulla piazza e su palazzo Vecchio, durante i primi decenni del Novecento divenne un affascinante "salotto" della città. |
|     | 1                       | Casa Baroncelli                      | Si tratta di una casa appartenuta ai Baroncelli, che Marcello Jacorossi (in Palazzi 1972) indica come di fondazione trecentesca. Lo sviluppo accentuatamente verticale del prospetto (attualmente di due assi per cinque piani), l'ingresso decentrato, il disegno delle aperture con finestre ad arco, confermano l'antichità della fabbrica, riconducibile alla tipologia propria delle case a schiera. Tutta la parte terrena ha avuto una riconfigurazione nell'Ottocento. Sopra la porta è uno scudo in pietra con l'arme della famiglia Baroncelli (bandato di sei pezzi d'argento e di rosso) di fattura cinquecentesca. |
|     | 3                       | Casamento                            | Attualmente l'immobile si presenta come un esteso casamento con il prospetto sviluppato su sette piani per cinque assi, e tuttavia è facile immaginare come l'aspetto odierno sia dovuto a progressive soprelevazioni e all'accorpamento di più antiche case. Il terreno, peraltro, mostra un diverso disegno riconducendo l'impianto originario ad almeno due diverse fabbriche. Qui, sul lato destro, sono inoltre due pietrini che attestano antiche proprietà: uno con l'aquila che aggrinfia il torsello, proprio dell'Arte dei Mercatanti o di Calimala (che molte proprietà avevano in questa zona), l'altro con le lettere S M AR sovrapposte, accompagnato dal numero 21 (si tratta in questo caso di un pietrino legato alle monache di San Matteo in Arcetri e presente su almeno altre tre case, in via de' Pepi al numero 56, in via dei Cimatori al numero 5 e in via Fiesolana 22). Nel 2021 è stata qui apposta una lapide a Piero Umiliani.               |
|     | 10r- 12r- 14r- 16r- 18r | Casa Ciacchi                         | L'edificio ha l'ingresso nel vicolo de' Malespini 1, e, nonostante le trasformazioni subite nel tempo che lo hanno reso sostanzialmente moderno, documenta dell'antica fondazione che un tempo lo vedeva collegato per mezzo di una volta alle case demolite verso piazza della Signoria. In particolare si vedano, al piano terra dal lato di via Vacchereccia, le tracce dell'antico paramento di pietra, con arcate nascoste dalle botteghe. Addossato alla casa (18 rosso) è un avanzo di torre. "Anticamente dei Ponci, Ai primi del XV secolo dei Ciacchi, vasai fino agli ultimi del XVI secolo. Nella bottega, sotto la torre, stavano nel 1480 due celebri orafi, Francesco di Giovanni Tinghi e Antonio di Salvi Salvucci, che pagavano di pigione ad Ilarione Ciacchi 25 fiorini di suggello e un'oca ogni anno. Sulla torre, stemma dei frati Servi di Maria, ai quali lo stabile pervenne successivamente in proprietà" (Marcello Jacorossi in Palazzi 1972). |
|     | 18r- 20r- 22r           | Casa degli orafi                     | Si tratta di un edificio contiguo a casa Ciacchi, noto per avere ospitato attorno al 1480 la bottega dell'orafo Piero di Bartolommei Sali, che aveva per compagno d'arte Tommaso (Maso) Finiguerra, per cui l'edificio è stato di conseguenza segnalato nelle guide ottocentesche come "il luogo ove quest'ultimo fece la utilissima scoperta del modo di incidere in rame" (Fantozzi). La bottega accanto apparteneva a Antonio Finiguerri, orafo e padre di Maso. Sull'edificio la letteratura indica le insegne dei Capitani d'Orsanmichele ai quali nel tempo pervenne la proprietà (oggi non individuabili) e un piccolo bassorilievo moderno in terracotta con la delicata immagine di una santa (forse Lucia), opera di Renzo Vittorio Baldi. Poco oltre, dal lato opposto della strada (numeri 19 e 21 rossi), si segnala la statua di una Madonna col Bambin dello scultore Mario Moschi.                                                                         |

### Lapidi
Nel 2021, al n. 3, è stata apposta una lapide a Piero Umiliani che ricorda il suo successo Mah-nà mah-nà.
| Qui dal 1977 al 2001 visse Piero Umiliani musicista jazz fiorentino compositore di colonne sonore e del celebre brano "Mah nà Mah nà" |

### Tabernacoli

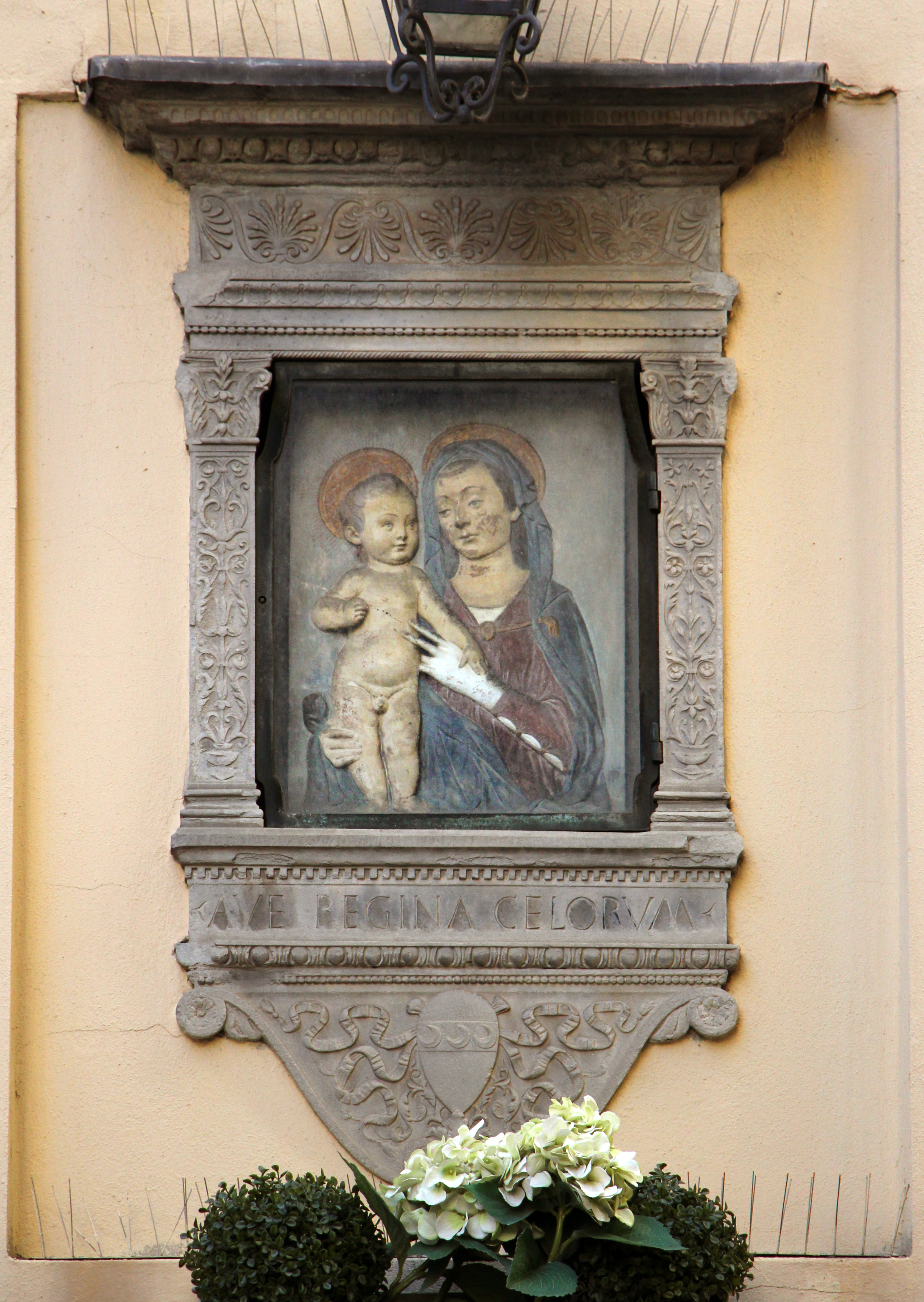
Il tabernacolo del vicolo dei Malespini

Posto sul vicolo de' Malespini, ma affacciato sul piccolo slargo che da via Vacchereccia introduce a piazza della Signoria, si trova un pregevole tabernacolo con una Madonna col Bambino qui rimontato da materiali eterogenei negli anni Cinquanta, su iniziativa del Comitato per l'Estetica Cittadina. La cornice del XVI secolo con fini decorazioni zoomorfe e lo stemma Strozzi venne ripescato tra i materiali salvati dalle demolizioni del vecchio centro, mentre la Madonna col Bambino, un delicato bassorilievo antico da un originale di Desiderio da Settignano, venne donato dalla moglie di Piero Bargellini, Lelia Cartei.
Sulla Casa Ciacchi è stato collocato in tempi recenti, entro una cornice in pietra sulla facciata, un bassorilievo con Santa Lucia, firmato R. Baldi. 
Sul vicino chiasso degli Armagnati, poco distante dalla via, si trova sotto gli sporti un altro tabernacolo antico collocato dopo una donazione negli anni Cinquanta: si tratta di una Madonna col Bambino benedicente, da un originale del 1440 circa riferito alla bottega di Donatello, entro una pregevole cornice lignea del tardo XV o primo XVI secolo. 
Infine, sulla casa degli Orafi tra il 19 e il 21 rosso, si trova una statuetta della Madonna della Pace dell'artista Mario Moschi, databile al 1954 e collocata a conclusione dei lavori di ricostruzione postbellica, su iniziativa delle Donne Fiorentine di Azione Cattolica. La Madonna, che simboleggia la pace contro tutte le guerre, è rappresentata col Bambino in petto, ritto su una spirale di Cherubini. La firma dell'artista si trova sul lato sinistro della statua.

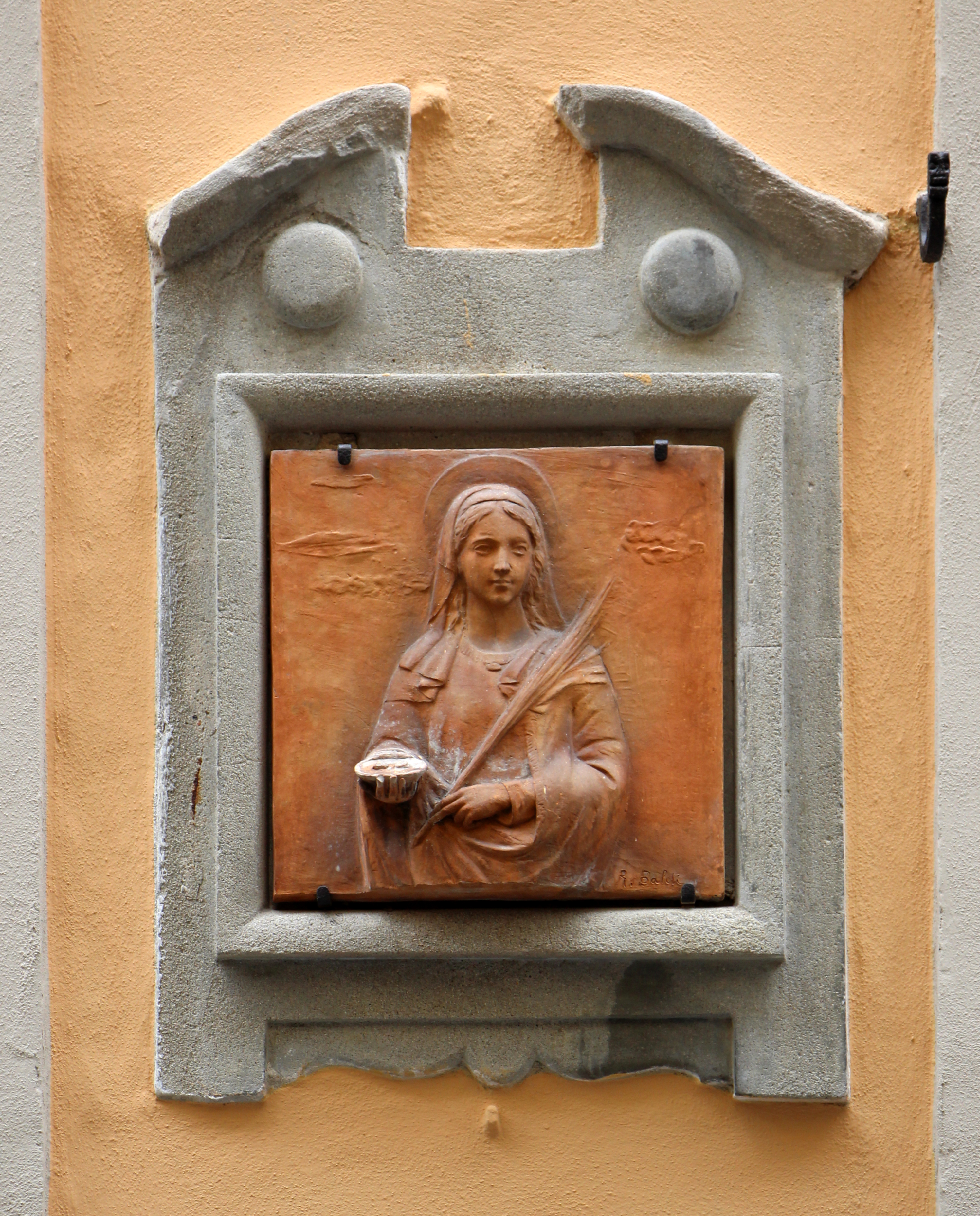
Il tabernacolo di santa Lucia
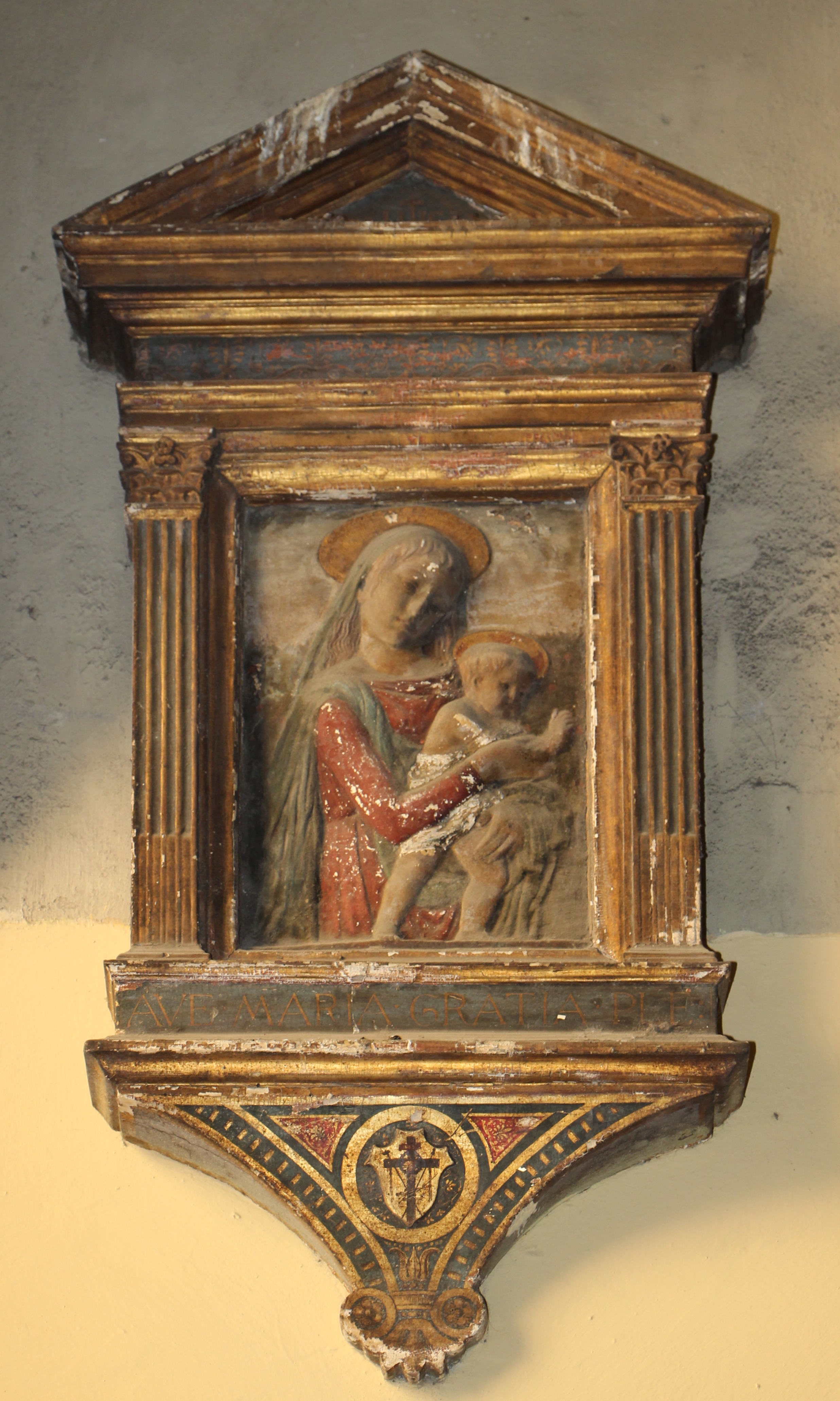
Il tabernacolo del Chiasso degli Armagnati
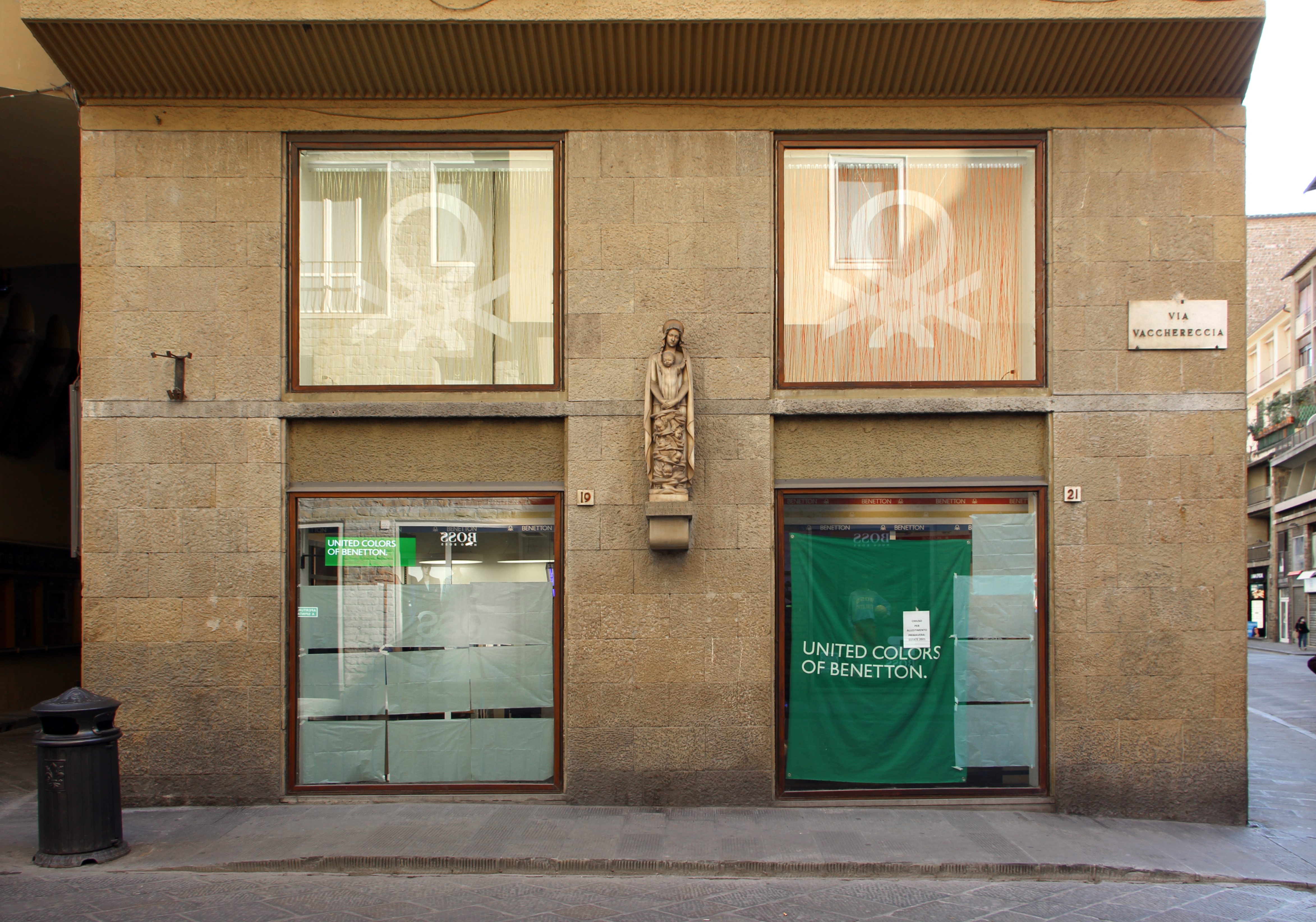
Il tabernacolo della Madonna della Pace

## Note

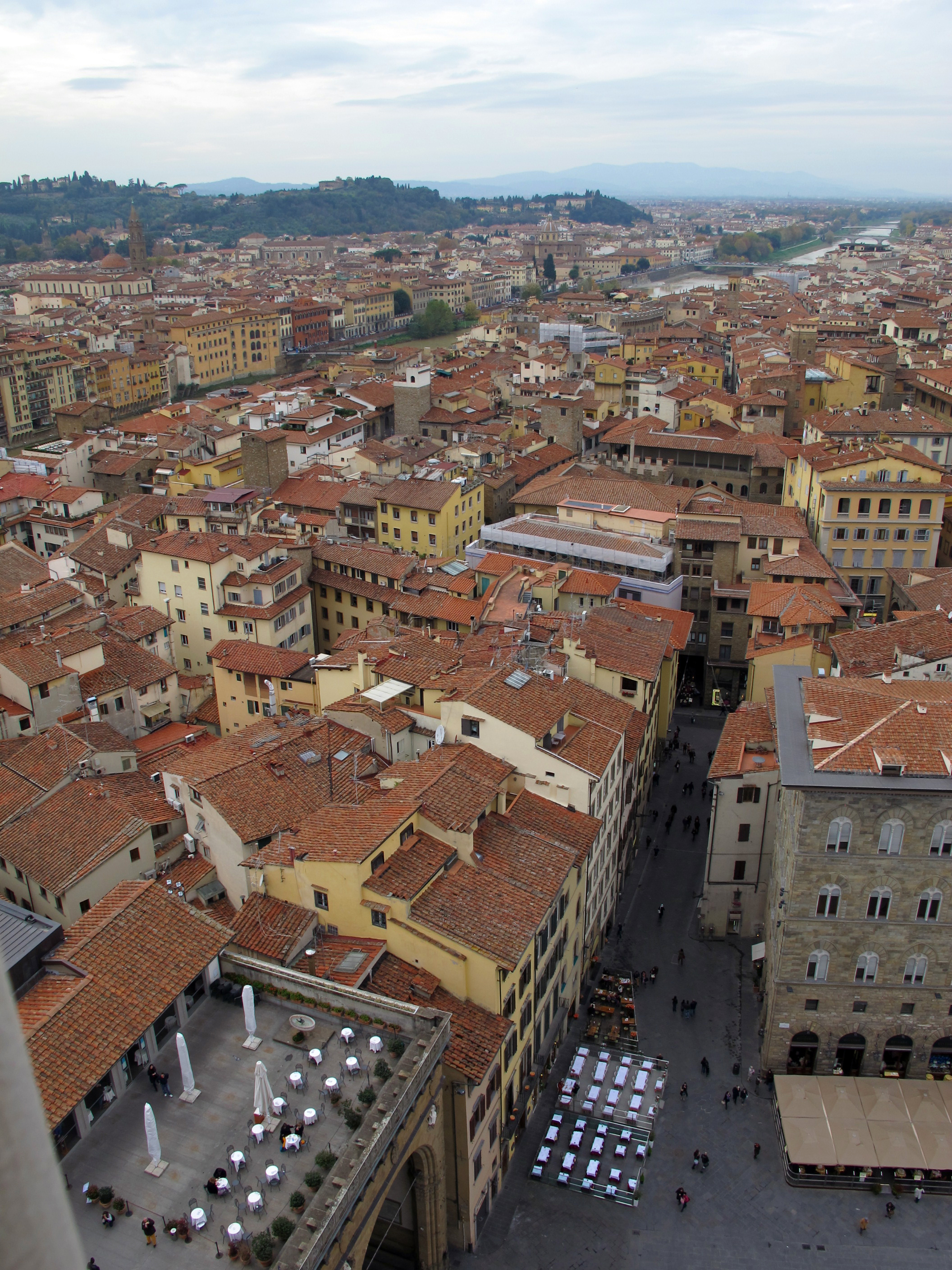
Via Vacchereccia vista dalla Torre di Arnolfo